# Natural Born Chaos
Natural Born Chaos es el cuarto álbum de estudio de la banda de death metal Soilwork. Fue producido por Devin Townsend, quien también canta en el tema "Black Star Deceiver" y "Song of the Damned".  Algunos otros invitados son Mattias IA Eklundh de Freak Kitchen quien toca la guitarra en "No More Angels".
Este álbum también fue lanzado en una versión limitada de vinilo, el cual contiene dos discos de este material; este álbum y el siguiente,Figure Number Five, uno de color blanco y el otro negro.
Es el primer álbum con el nuevo teclista, Sven Karlsson.

## Lista de canciones
| N.º | Título                                                    | Duración |  |
| 1.  | «Follow the Hollow»                                       | 4:02     |  |
| 2.  | «As We Speak»                                             | 3:43     |  |
| 3.  | «The Flameout»                                            | 4:18     |  |
| 4.  | «Natural Born Chaos»                                      | 4:08     |  |
| 5.  | «Mindfields»                                              | 3:29     |  |
| 6.  | «The Bringer»                                             | 4:43     |  |
| 7.  | «Black Star Deceiver»                                     | 4:42     |  |
| 8.  | «Mercury Shadow»                                          | 3:49     |  |
| 9.  | «No More Angels»                                          | 4:01     |  |
| 10. | «Soilworker's Song of the Damned»                         | 5:02     |  |
| 11. | «Kvicksilver (Mercury Shadow - Versión en sueco)» (Bonus) | 3:48     |  |

## Personal

### Integrantes
- Björn "Speed" Strid − Voz
- Peter Wichers − Guitarra
- Ola Frenning − Guitarra
- Ola Flink − Bajo
- Sven Karlsson − Teclado
- Henry Ranta − Batería

### Invitados
- Mattias IA Eklundh (Freak Kitchen) − Guitarra líder en "No More Angels"
- Devin Townsend (Strapping Young Lad, The Devin Townsend Band) − voz en "Black Star Deceiver" y "Soilworker's Song of the Damned"